# Vita Tom
Vita Tom, bekannt auch als Chief Oorlog (* 5. Juni 1863 in Otjimbingwe; † 22. Juni 1937 bei Okahao, Südwestafrika), war der erste traditionelle Führer der Vita, einem Clan der Herero im heutigen Namibia.

## Kindheit
Tom wurde während der Schlacht von Otjimbingwe ebenda als Kind von Kaitundu und Tom Bechuana aus dem Betschuanaland geboren. Seine Mutter war die Tochter der Schwester von Manasse Tyiseseta, dem traditionellen Führer der Weißen Flagge. Er zog 1871 mit seinem Vater und Axel Wilhelm Eriksson ins heutige Angola nach Ondjiva. Dort traf er mit Uukwanyama-König Mweshipandeka sha Shaningika zusammen. Zehn Jahre später schlossen sich sein Vater und Vita den Dorslandtrekkern an. Im Aufstand der Herero und Nama gewährten sie vielen flüchtenden Herero und Nama, darunter Wilhelm Katjisume, Unterschlupf.

## Soldatenleben und Führer des Kaokoveld
Vita Tom schloss sich 1909 einer portugiesischen Militäreinheit unter João de Almeida im Kampf gegen die Kavango an. Hierbei wurden diese von Herero-Flüchtlingen aus Betschuanaland, dem heutigen Botswana, unterstützt. Tom war auch aktiv in den Kampf der Portugiesen gegen die Schutztruppe Deutsch-Südwestafrikas 1914 bei Naulila involviert. Ein Jahr später kämpfte Tom ebenfalls auf portugiesischer Seite gegen Mandume yaNdemufayo.
1916 zog es Tom erstmals ins Kaokoveld, wo er mit Ovahimba-Chief Kasupi zusammentraf. Ein Jahr später siedelte er dorthin permanent über. Dabei wurde er unter anderem von seinem Bruder Edward Tjipepa begleitet. Wenig später kam es zu Auseinandersetzungen mit Ovatjimba-Chief Muhona Katiti, die von der Südafrikanischen Union geschlichtet wurden. Hierfür reiste Tom nach Windhoek. Schlussendlich übernahm Kommissar Charles Nicholas Manning (1877–1944) am 24. August 1917 die Mediationsgespräche bei Otjivero. Der Frieden hielt lediglich zwei Jahre, ehe Mannig erneut ins Kaokoveld reisen musste. Er erkannte Vita als Führer des Gebietes an. 1923 wurde der Frieden erneut gestört, so dass Manning nach Aufforderung durch den Kommissar für das Ovamboland, Cocky Hahn, erneut anreisen musste. Das Ergebnis seines Besuchs war die Entscheidung das Kaokoveld in drei Bereiche aufzuteilen. Ein Gebiet unter Führung von Muhona Katiti (um Epembe und Ehomba), eines unter Tom Vita (westlich von Epembe inklusive u. a. Ombakaha) und eines unter Kahewa-Nawa, dem Nachfolger von Kasupi, um Ombepera.
Am 13. April 1923 traf Vita Tom erstmals mit Hahn zusammen. Ab 1925 kam es zu Auseinandersetzungen Toms mit nach Norden ziehenden Herero. Zudem gab es interne Streitigkeiten zwischen Kahewa-Nawa und seinem Neffen Weripaka. Ersterer bat schließlich Vita Tom um Hilfe.
Im Juli 1936 traf Tom mit dem Gouverneur Südwestafrikas David Conradie zusammen. Der schlechte gesundheitliche Zustand von Tom führte zur Gründung eines Rates (Ombongarero yomuhoko), der die Zukunft des Clans sicherstellen sollte. Zu dieser Zeit wurde das Kaokoveld erneut aufgeteilt. Gebiets- und Führungsansprüche wurden nur noch Tom und Karuvapa zugestanden.
Toms Nachfolger wurde Moses Ndjai.